# Charlie Waite

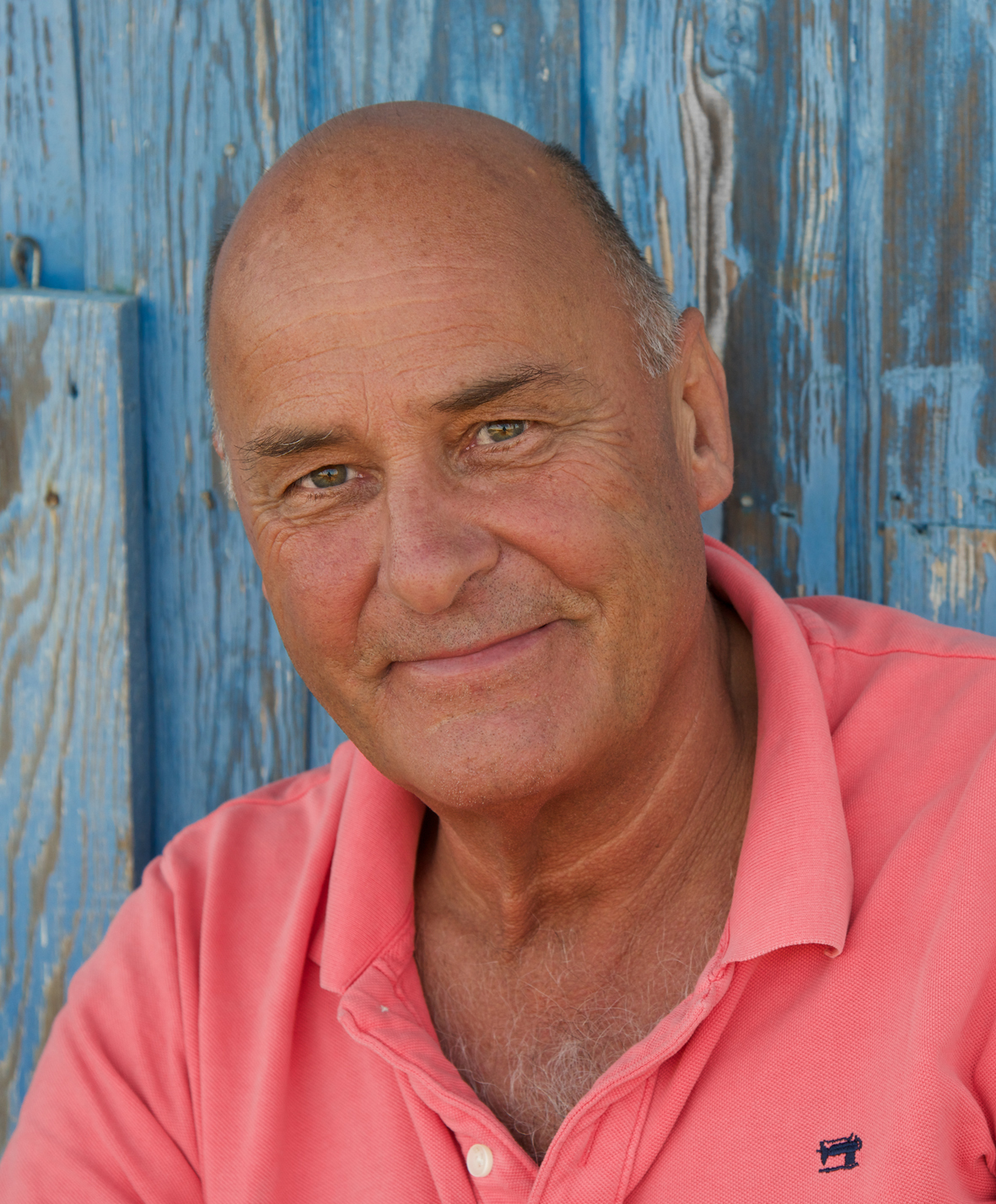
Charlie Waite März 2014

Charlie Waite (* 18. Februar 1949 in Paddington, London) ist ein englischer Fotograf und Autor von über 30 Fotobüchern zum Thema Landschaftsfotografie.

## Leben und Karriere
Waite, geboren 1949 in Paddington, besuchte von 1960 bis 1964 das Lord Wandsworth College in Hampshire. Ab 1968 arbeitete er als Schauspieler an Britischen Theatern und im Fernsehen für rund 10 Jahre. Von 1976 an studierte er 2 Jahre Photographie am Salisbury College of Art. 1982 erschien der Bildband The National Trust Book of Long Walks das erste von nun mehr 30 Fotobüchern für die Charlie Waite als Landschaftsfotograf weltweit berühmt geworden ist. Es folgten Foto-Ausstellungen in London (5-mal), Tokio (2-mal), am Centre für Photographic Art Carmel in Kalifornien 1999, am Broadway in New York 2002, und der OXO Gallery London in den Jahren 2002, 2003 und 2004. Darüber hinaus in Australien, darunter Sydney, Melbourne und Brisbane.
2005 beendete er die Arbeiten an dem Projekt Seeing Scotland einer BAFTA-ausgezeichneten englischen Dokumentarserie in Zusammenarbeit mit seiner Tochter, der Regisseurin Ella Waite.
Er lebt in Dorset, Großbritannien.
Charlie Waite ist Begründer und Jurymitglied des seit 2007 jährlich vergebenen und mit 10,000 Pfund dotierten Awards Take A View Award - Landscape Photographer of the Year.
Der bekannte Luftwaffenoffizier Rex Waite, einer der Initiatoren der Berliner Luftbrücke, war sein Vater, dessen Andenken er mit seiner Familie bis heute wahrt. Am 12. Mai 2019 nahm er als offizieller Gast an den Feierlichkeiten zum 70. Jahrestages der Beendigung der Großen Luftbrücke in Berlin teil.

## Auszeichnungen
- 2000: Honorary Fellowship of the British Institute of Professional Photography

## Bücher (Auswahl)

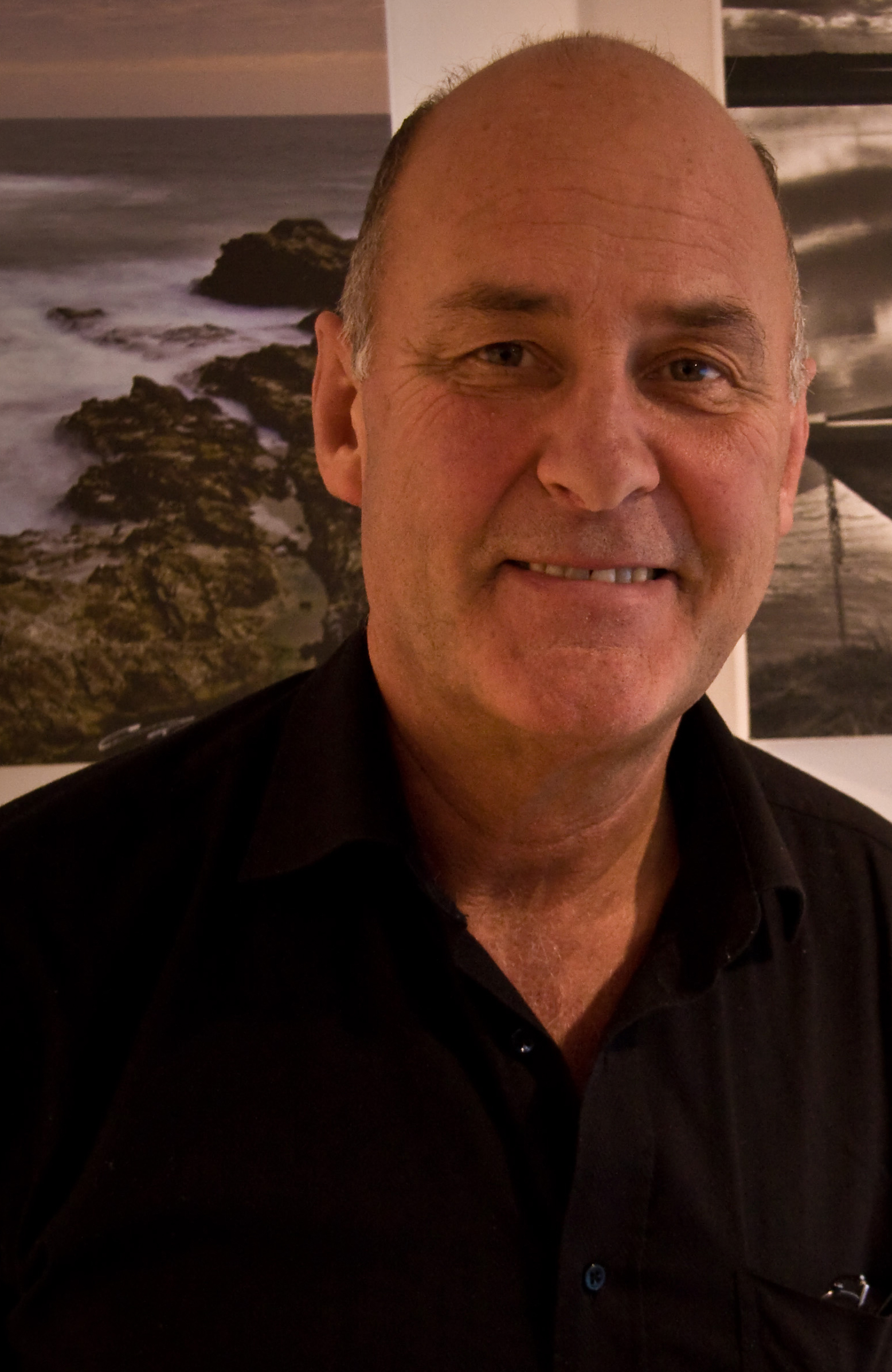
Charlie Waite 2009

- 1982: National Trust Book of Long Walks
- 1983: Long Walks in France
- 1983: Landscape in Britain
- 1984: David Steel’s Border Country
- 1985: English Country Towns
- 1985: The Loire
- 1985: Provence
- 1985: Languedoc
- 1985: Dordogne
- 1986: Villages in France
- 1987: Tuscany
- 1987: The Rhine
- 1988: Landscape in France
- 1989: Scottish Islands
- 1989: Charlie Waite’s Venice
- 1990: Charlie Waite’s Italian Landscapes
- 1991: Andalusia (1991), Lombardy
- 1992: Charlie Waite’s Spanish Landscapes
- 1992: The Making of Landscape Photographs
- 1999: Seeing Landscapes
- 2003: In My Mind’s Eye
- 2005: Landscape: The Story of Fifty Favourite Photographs